# Ciarpellone
Antonio Attendolo, noto come Ciarpellone, Zerpellone o Sarpellione (tra la fine del XIV secolo e l'inizio del XV secolo – Fermo, 29 novembre 1444), è stato un condottiero italiano, signore di Arena Po e Tuscania.

## Biografia
Nel 1428 affrontò l'esercito di Bartolomeo Colleoni, intento a difendere Cremona, riuscendo a farlo prigioniero.
Parecchi anni dopo, nel 1440, Francesco Sforza mandò il Ciarpellone contro Taliano Furlano per indurlo ad allontanarsi dal fiume che scorre tra Soncino ed Orzinuovi. All'audacia del Ciarpellone è dovuta in gran parte la vittoria sforzesca del 14 giugno.
Nell'agosto del 1443 scacciò i soldati di Niccolò Piccinino che presidiavano Monteleone d'Orvieto, restituendo il feudo ad Ugolino da Montemarte insieme a quello di Montegabbione.
Nel 1444 Filippo Maria Visconti assoldò Francesco e Jacopo Piccinino, ma non fidandosi troppo dei due fratelli, fu costretto a ripiegare sul Ciarpellone, che in quel periodo era al servizio di Alessandro Sforza. Il Ciarpellone accettò la proposta, ma lo Sforza, entrato in sospetto, riavutolo a sé, lo ferì con una coltellata e lo fece imprigionare a Fermo; qui il condottiero venne torturato e confessò delitti mai commessi. Il 29 novembre fu impiccato ed il suo cadavere venne squartato ed esposto al pubblico.